# جايلتون بارايبا
جايلتون بارايبا (مواليد 11 أكتوبر 1990) هو لاعب كرة قدم برازيلي.

## وصلات خارجية
- جايلتون بارايبا على موقع اتحاد تركيا (لاعب) (الإنجليزية)
- جايلتون بارايبا على موقع رابطة كرة القدم اليابانية للمحترفين (اليابانية)
- جايلتون بارايبا على موقع قاعدة بيانات كرة القدم.إي يو (الإنجليزية)
- جايلتون بارايبا على موقع Soccerway.com (الإنجليزية)
- جايلتون بارايبا على موقع عالم كرة القدم.نت (الإنجليزية)